# Satanoperca daemon
Satanoperca daemon är en fiskart som först beskrevs av Heckel, 1840.  Satanoperca daemon ingår i släktet Satanoperca och familjen Cichlidae. Inga underarter finns listade i Catalogue of Life.